# Passiflora securiclata
Passiflora securiclata Mast. – gatunek rośliny z rodziny męczennicowatych (Passifloraceae Juss. ex Kunth in Humb.). Występuje naturalnie w Kolumbii, Wenezueli, Gujanie oraz Brazylii (stany Amazonas i Roraima).

## Morfologia
PokrójZdrewniałe, trwałe, nagie liany.
LiścieEliptyczne lub owalne, sercowate u podstawy, prawie skórzaste. Mają 5–18 cm długości oraz 2–8 cm szerokości. Całobrzegie, z ostrym wierzchołkiem. Ogonek liściowy jest nagi i ma długość 10–15 mm. Przylistki nie są trwałe.
KwiatyDziałki kielicha są podłużne, mają 1,5–2 cm długości. Płatki są podłużne, mają 1,5–1,8 cm długości. Przykoronek ułożony jest w jednym rzędzie, 1–2 mm długości.
OwoceSą jajowatego kształtu. Mają 3,5–5 cm długości i 3 cm średnicy.

## Biologia i ekologia
Występuje w lasach nizinnych.